# DE-210
Die DE-210 (russisch ДЭ-210) ist eine auf dem sowjetischen und später russischen Lastwagen ZIL-131 basierende schwere Schneefräse, die ab 1970 bis in die 2000er-Jahre in Serie gebaut wurde. Sie ist der Nachfolger der D-470, die Serienproduktion erfolgte bei Sewdormasch in Sewerodwinsk am Weißen Meer. Die ersten Exemplare trugen noch die Bezeichnung D-707 (russisch Д-707), die aber schon nach kurzer Zeit aufgrund neuer Normen in DE-210 geändert wurde. Die Fahrzeuge wurden auch exportiert, einige Exemplare kamen in die Deutsche Demokratische Republik.

## Fahrzeuggeschichte

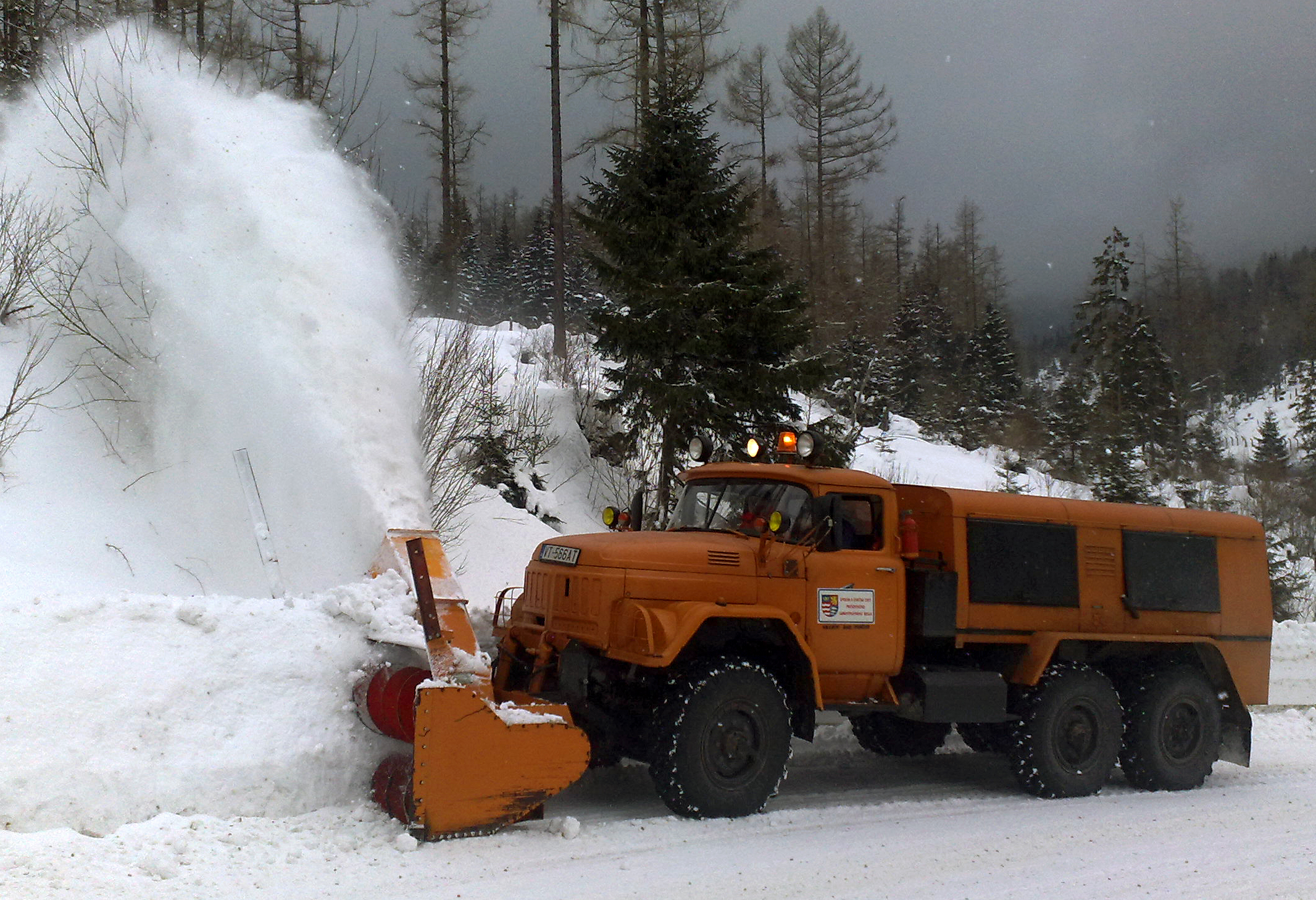
Dasselbe Fahrzeug mit ausgeworfenem Schnee (2012)

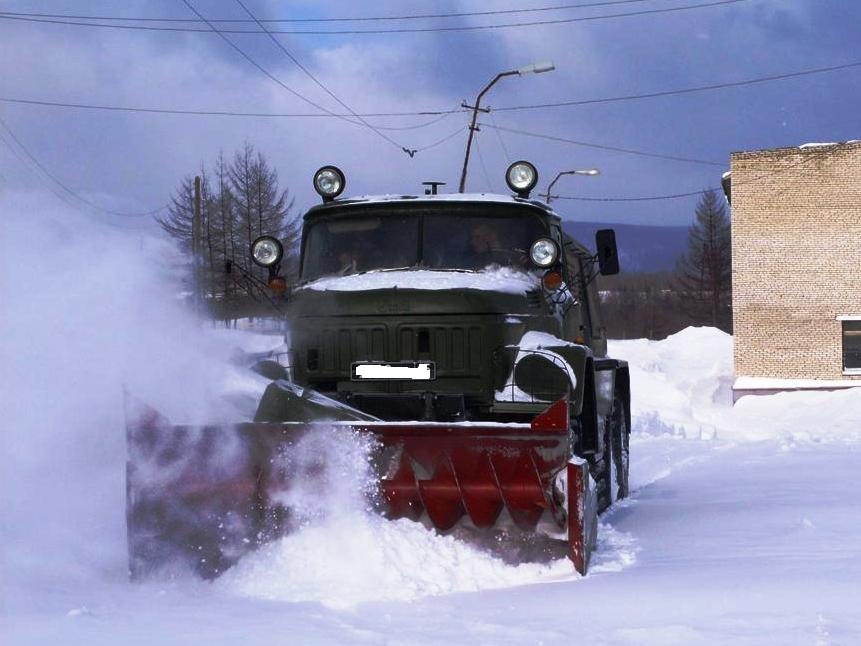
Front einer DE-210 im Betrieb (vor 2010)

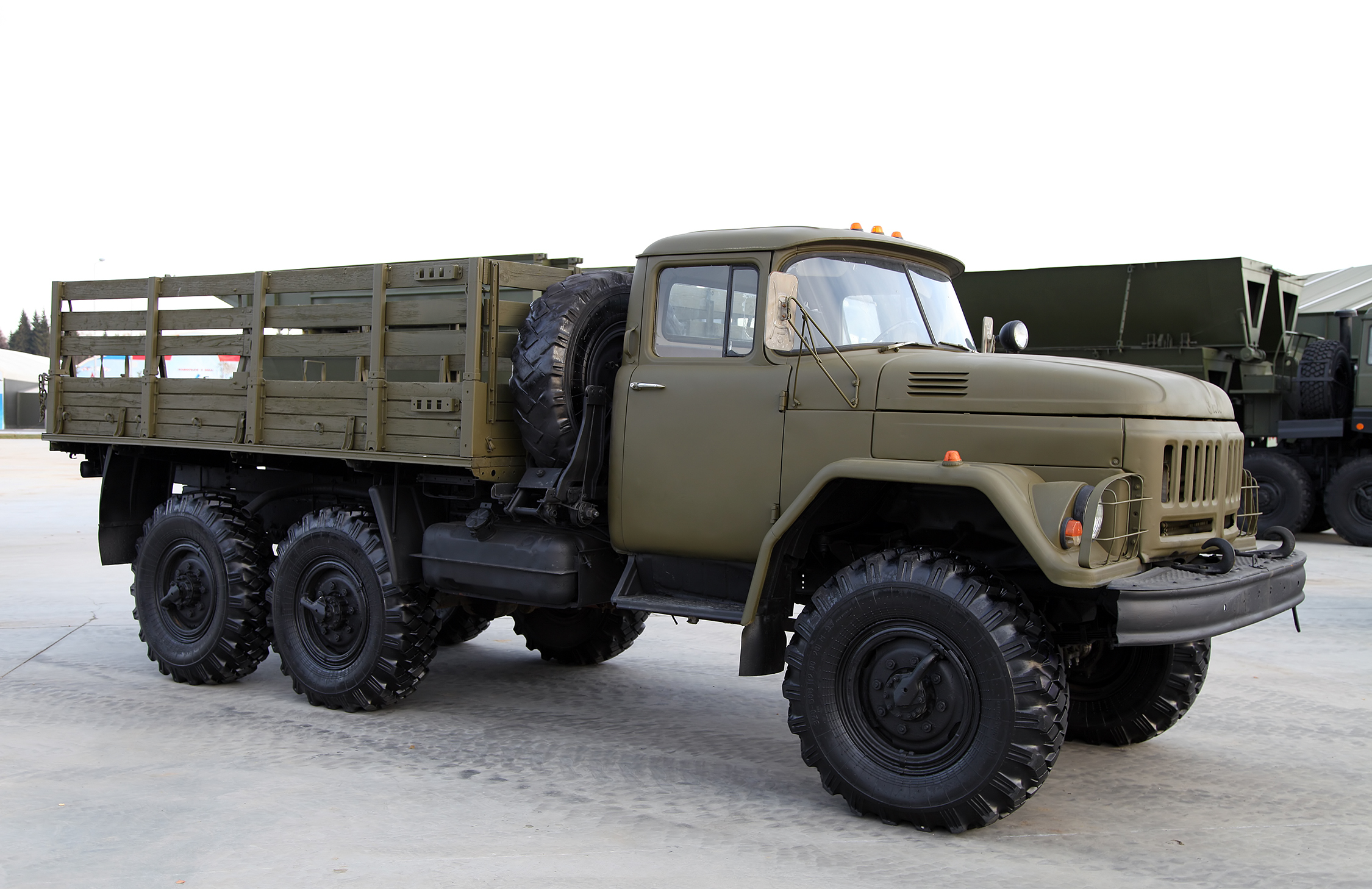
Ein ZIL-131 mit Pritsche, das Basisfahrzeug für die Schneefräse DE-210 (2015)

Schon seit 1959 war mit der D-470 eine ähnliche schwere Schneefräse auf Basis des ZIL-157 gebaut worden. Ab 1967 stand mit dem ZIL-131 ein Nachfolger für den Lastwagen zur Verfügung. Die Entwicklung einer neuen Schneefräse, die das Fahrgestell des ZIL-131 als Basis nutzt, begann 1968 bei Sewdormasch (russisch Севдормаш, kurz für Sewerodwinsker Straßenmaschinenwerk). Das Werk fertigte auch die D-470, die noch bis 1986 parallel gebaut wurde. Die neuen Maschinen erhielten zunächst die Bezeichnung D-707, bereits 1968 wurde aber die sowjetische Norm geändert, nach der die Benennung erfolgte. In den folgenden Jahrzehnten wurden die Schneefräsen als DE-210 bezeichnet. Die Serienfertigung begann 1970.
Bei Sewdormasch wurden die vom Sawod imeni Lichatschowa zugelieferten Lastwagen umfassend umgebaut. Der 6,0-Liter-Ottomotor wurde komplett entfernt, der Raum unter der Motorhaube blieb leer. Stattdessen wurde auf dem Fahrgestell hinter der Kabine ein Sechszylinder-Dieselmotor montiert, der über Getriebe, Wellen und Ketten sowohl die drei Achsen als auch die Schneefräse antreibt. Der Motor vom Typ У2Д6-250ТК ist im Grunde ein „halbierter“ Panzermotor. Als V12 mit entsprechend zwei Zylinderbänken und deutlich höherer Leistung wurde er in vielen sowjetischen Panzern seit dem T-34 verwendet. Der Sechszylinder hat einen Hubraum von etwas über 19 Litern und eine Leistung von 250 PS (184 kW). Die Schnecken der Schneefräse bestehen aus Stahlrohren, die mit Blechen spiralförmig umwickelt und verschweißt wurden. Hinter den Schnecken sitzt ein Rotor, der den Schnee zur Seite auswirft. Richtung und Winkel des Auswurfs können hydraulisch verstellt werden.
Es wurden unterschiedliche Ausführungen der Fräse gebaut. Für den Betrieb auf Flugplätzen mit breiten Start- und Landebahnen wurde die Auswurfweite des Schnees erhöht, dafür war der Durchsatz geringer. Für den Straßendienst dagegen wurde der Schnee nicht so weit geschleudert, dafür die Räumleistung auf 1000 t/h und mehr gesteigert. Auch wurde für diese Versionen die Höchstgeschwindigkeit bei Straßenfahrt auf 50 km/h erhöht, was auf Flugplätzen eine geringe Rolle spielte. Die Umdrehungsgeschwindigkeit der Schnecken wurde von 318 auf 354 min−1 gesteigert. 1982 erhielt die Maschine das staatliche Gütesiegel der UdSSR.
Neben dem Antriebsstrang wurden wie schon beim Vorgänger kleine Änderungen am Fahrzeug vorgenommen. Die Frontstoßstange entfiel ersatzlos, die Scheinwerfer wurden demontiert und auf das Kabinendach verlegt. Wurden größere Änderungen vorgenommen, so erhielten die Varianten eigene Bezeichnungen. Es gab sowohl Versionen mit moderneren Dieselmotoren als auch auf anderen Lastwagen. Seit Anfang der 1970er-Jahre wurde (in einem anderen sowjetischen Werk) mit der D-902 zusätzlich eine leistungsstärkere Schneefräse auf Basis des Ural-375 gebaut.
Es ist nicht exakt bekannt, bis wann die Maschinen gefertigt wurden. Die Serienfertigung ist bis mindestens 2003 belegt. Sewdormasch ist seit 2009 insolvent, das Werksgelände wird anderweitig genutzt.
Schneefräsen vom Typ DE-210 wurden sowohl militärisch als auch zivil genutzt. Ein großer Teil fand sich auf militärischen Flughäfen bei der Sowjetarmee, aber auch auf zivilen Flughäfen und im Straßendienst wurden sie eingesetzt. Wie schon vom Vorgänger gelangten einige Exemplare auch in die DDR.

## Modellvarianten
Aufgrund der langen Bauzeit von etwa 40 Jahren wechselten sowohl Motor als auch Fahrgestell mehrfach, was zu unterschiedlichen Modellvarianten führte. Die Liste erhebt keinen Anspruch auf Vollständigkeit.
- DE-210 bzw. D-707 – Basisversion, gebaut ab 1968. Auf dem Fahrgestell des ZIL-131 und mit Reihen-Sechszylinder vom Typ U2D6-250TK ausgestattet.
- DE-210A – Überarbeitete Version mit Verbesserungen am Antriebsstrang und der Hydraulikanlage.
- DE-210B-1A – Mit V6-Dieselmotor vom Typ JaMZ-236 ausgerüstet (11,15 l Hubraum)
- DE-210B-1M – Wahlweise mit V8-Dieselmotor JaMZ-238M2 oder mit R6-Dieselmotor vom Typ U2D6-TK-S5 bestückt.
- DE-210B-3 – Mit ZIL-433422 als Basisfahrzeug.
  - DE-210B-3A – Mit V6-Dieselmotor vom Typ JaMZ-236M2.
  - DE-210B-3M – Mit V8-Dieselmotor vom Typ JaMZ-238M2.
- DE-210S – Für besonders kalte Gebiete zum Beispiel mit Doppelverglasung ausgestattet.
- DE-210U – Auch als KO-605M bezeichnet, basierend auf dem Fahrgestell des Ural-43203.

## Technische Daten
Für die Serienfahrzeuge vom Typ DE-210 ab 1968. Mit einem * gekennzeichnete Angaben beziehen sich auf die modernere Version DE-210B-1M.
- Basisfahrzeug: ZIL-131
- Motor: Viertakt-R6-Dieselmotor, wassergekühlt
- Motortyp: У2Д6-250ТК (deutsch U2D6-250TK), später auch JaMZ-236 und JaMZ-238
- Leistung: 250 PS (184 kW)
- Hubraum: 19.440 cm³
- Tankinhalt: 2 × 170 l
- Getriebe: mechanisches Fünfganggetriebe mit Rückwärtsgang
- Untersetzungsgetriebe: mechanisch, zweistufig
- Arbeitsgeschwindigkeit: 0,58–7,84 km/h, abhängig von der Beschaffenheit des Schnees*
- Höchstgeschwindigkeit: unbekannt, mindestens 30 km/h, später auch 40 km/h*
- Bremsweg aus 30 km/h: 12 m
- Antriebsformel: 6×6

Abmessungen und Gewichte
- Länge: 8550 mm
- Breite: 2570 mm
- Höhe: 2700 mm
- Radstand: 3350 + 1250 mm
- Spurweite vorne: 1820 mm
- Spurweite hinten: 1820 mm
- Gewicht im einsatzbereiten Zustand: 10.820 kg
- Wendekreis: 20,4 m
- Reifengröße: 12,00–18″
- maximale Schneemasse pro Stunde: 900 Tonnen, später bis zu 1900 Tonnen*
- Auswurfweite: 24 m, später 33 m*
- maximale Schneehöhe: 1300 mm*